# Odelir José Magri
Odelir José Magri MCCJ (Campo Erê, 18 de abril de 1963) é sacerdote católico brasileiro, Arcebispo de Chapecó.
Ele é bisneto de imigrantes italianos, da família Magri, que chegaram ao Brasil na época da Proclamação da república, em 1889, e se dedicaram à agricultura, na região Oeste de Santa Catarina.

## Formação
Estudou Filosofia na Universidade Católica do Paraná no ano de 1983, onde concluiu a Licenciatura no ano 1987. Fez o noviciado em Petrolândia após terminar a filosofia em Contagem, Minas Gerais.  Foi para a França estudar Teologia no Instituto Católico de Paris. Ordenou-se padre no dia 17 de outubro de 1992 quando foi destinado à missão comboniana na República Democrática do Congo, África.
No ano de 1996 volta ao Brasil para a cidade de São Paulo para trabalhar como formador no Escolasticado de São Paulo e ser  vigário paroquial.  Fez também um curso para formadores na Escola de Formadores. Foi nomeado padre mestre do Noviciado de  Contagem, Minas Gerais em 2002.
Ao participar do XVI Capítulo Geral da Congregação em setembro de 2003, em Roma, foi eleito conselheiro geral.  No XVII Capítulo Geral de 2009 foi reeleito conselheiro geral, assumindo a responsabilidade de Vigário Geral da Congregação.

## Sagração e ordenação episcopal
Em 11 de outubro de 2010 foi nomeado pelo papa Bento XVI o padre Odelir José Magri, MCCJ, como novo bispo para a Diocese de Sobral.
A solenidade de sagração e ordenação episcopal e posse aconteceu no dia 12 de dezembro, dia de Nossa Senhora de Guadalupe, na igreja Catedral de Sobral debaixo de muita chuva que banhou toda a cidade desde as inicio da cerimônia até o fim do ato litúrgico. Para acomodar todos os fiéis, uma  arquibancada foi montada na praça da Sé em frente à Igreja Matriz.
Dezenas  de  paróquias representadas por muitas caravanas, estiveram presentes, bem como autoridades. Estiveram presentes o governador do estado Cid Gomes e o ministro-chefe da Secretaria Nacional dos Portos do Brasil Leônidas Cristino, representantes diocesanos de todo o Brasil e coordenadores das dez Comissões Diocesanas, dos Arcebispos e ex-bispos desta Diocese, Dom Aldo de Cillo Pagotto e Dom Antônio Fernando Saburido.
Em 3 de dezembro de 2014, foi transferido para a Diocese de Chapecó.
Foi elevado a Arcebispo com a criação da nova província eclesiástica da Arquidiocese de Chapecó.